# Garrina monachus
Garrina monachus är en mångfotingart som beskrevs av Chamberlin 1943. Garrina monachus ingår i släktet Garrina och familjen storjordkrypare. Inga underarter finns listade i Catalogue of Life.